# Vasumitra (empereur)
Pour le moine bouddhiste et patriarche du zen, voir Vasumitra.
Vasumitra est le quatrième empereur de la dynastie Shunga. Il est le fils d'Agnimitra, deuxième empereur de l'empire Shunga.